# 西安东站
新西安东站是中国铁路建设中的一座特等站，总规模39.4万平方米，车场规模17台35线，位于陕西省西安市灞桥区纺织城街道，是在原西康铁路纺织城火车站基础上进行改建而来的客运站；同时新西安东站也将引入武西高速铁路和西渝高速铁路，形成结合普速和高速铁路的综合铁路枢纽。

## 历史
2022年11月30日，西安东站建设项目正式开工。
2023年5月9日，车站站房正式开工建设。

## 接驳交通
西安东站计划建设配套的公交综合枢纽，同时地铁5号线也将在新西安东站设立地铁站，可前往创新港站方向及沿途各站，并与其他线路换乘。